# جمهورية كونفدرالية
الجمهورية الكونفدرالية هو نظام حكم جمهوري اتحادي ينضم له عدد من الدول لتشكيل عصبة اتحادية كونفدرالية يرأسها رئيس أحد الدول المشكلة لهذا الاتحاد وتكون الدول في هذا النوع من الاتحادت مستقلة ذات سيادة وتظل عضو في المنظمات الدولية ويتم تشكيل هذا النوع من الجمهوريات الاتحادية يا اما لاسباب اقتصادية أو أسباب عسكرية أو لكلا السببين معآ وايضآ كان يتم تشكيل مجلس تشريعي مشترك مثل مجلس الأمة الاتحادي في اتحاد الجمهوريات العربية وايضآ من الجمهوريات الكونفدرالية سابقة الولايات الكونفدرالية الأمريكية و اتحاد الراين و الولايات المتحدة البلجيكية و سويسرا قبل ان تتحول إلي فيدرالية في أربعنيات القرن التاسع عشر